# 傅汝礪
傅汝礪（1509年—？），字若金，陝西寧羌衛軍籍，西安府長安縣人，明朝政治人物。

## 生平
嘉靖十年（1531年）辛卯科陝西鄉試第三十一名舉人。嘉靖二十九年（1550年）中式庚戌科會試第三百四名，登第三甲第八十五名進士。
嘉靖三十九年（1560年）十月的一天，赵王朱厚煜只有一个小苍头侍寝，小苍头早上起床后却发现朱厚煜在床下自缢而死，赶紧叫唤王妃张氏以及朱厚煜的儿子成皋王朱载垸，但朱厚煜气绝已久。张氏和朱載垸上报情状，歸罪于彰德知府傅汝礪、通判田時雨。嘉靖四十年（1561年）二月，詔命械拿傅汝礪等到京拷問，判傅汝礪戍極邊，田時雨判死刑，械送回河南斬杀，長史李愚等各自戍罰。当时有传言，朱厚煜为人素来优柔寡断，死前数日被侍从看到喃喃自语、似乎有所怨恨，是因张妃和朱载垸私通，所以自缢，其中内情外人不知，但朱载垸听到议论害怕了，因而和李愚等人称傅汝礪、田時雨因为宗室诸人犯法却被朱厚煜包庇，为此与朱厚煜发生冲突，导致朱厚煜愤而自缢。但其实之前赵王府宗室犯法并非大事，田時雨等未曾冒犯朱厚煜，朱厚煜也不恨他们。当时的舆论认为田時雨蒙冤。

## 家族
曾祖傅安；祖父傅本；父傅瑁，壽官。嫡母丁氏；生母王氏。慈侍下。